# Одри Нифнегър
Одри Нифнегър (на английски: Audrey Niffenegger) е американска художничка и писателка на бестселъри в жанра научна фантастика и фентъзи.

## Биография и творчество
Одри Нифнегър е родена на 13 юни 1963 г. в Саут Хейвън, Мичиган, САЩ. Отраства в Еванстън, Илинойс. Получава бакалавърска степен по изящни изкуства от Института по изкуство в Чикаго през 1985 г. След дипломирането си работи като художничка и илюстраторка, и издава няколко визуални книги. През 1987 г. прави първата си самостоятелна изложба. Вдъхновява от творчеството на Обри Биърдсли, Макс Клингер, Едвард Мунк, и от японските гравюри. Получава магистърска степен по изобразително изкуство от Северозападния университет през 1991 г.
През 1994 г. заедно с други творци – илюстратори и художници създават Център по изкуства към Колумбийския колеж в Чикаго. Като част от групата преподава илюстрация и творческо писане до 2015 г. в Колумбийския колеж и в Университета на Илинойс.
През 1997 г. решава да прави графичен роман за пътешественик във времето, за да се опита да преодолее и осмисли тежка раздяла, но после поради големия му обем го развива като книга. През 2003 г. е издаден романът ѝ „Пътешественикът във времето и неговата жена“. Главният герой Хенри е болен от генетично заболяване, което му позволява да пътува във времето. Книгата остава в списъка на бестселърите в продължение на три месеца. За книгата е номинирана за различни награди и е удостоена с наградата „Сейсбъри“ за популярна научна фантастика, и с няколко стипендии на фондация „Рагдейл“. През 2009 г. романът е екранизиран в успешния филм „Жената на пътешественика във времето“ с участието на Ерик Бана, Рейчъл Макадамс и Рон Ливингстън.
След него през 2005 г. издава графичния роман „The Three Incestuous Sisters“, трагично-еротичен готически разказ за три сестри, които обичат един и същи човек, а през 2006 г. „The Adventuress“.
През 2009 г. е издаден вторият ѝ роман „Her Fearful Symmetry“, в който героини са две близначки, които след смъртта на леля си от Англия, наследяват апартамента ѝ и се запознават със съседи, които ще им разкрият малки тайни за живота.
Одри Нифнегър живее в Чикаго.

## Произведения

### Самостоятелни романи
- Her Fearful Symmetry (2009)

### Серия „Пътешественикът във времето“ (The Time Traveler)
1. The Time Traveler's Wife (2003) – награда „Сейсбъри“
Пътешественикът във времето и неговата жена, изд.: ИК „Бард“, София (2006), изд. „Лабиринт“, София (2015), прев. Емилия Масларова
2. The Other Husband (??)

### Визуални книги
- The Spinster (1986)
- Aberrant Abecedarium (1986)
- The Murderer
- Spring

### Графични романи
- The Three Incestuous Sisters (2005)
- The Adventuress (2006)
- The Night Bookmobile (2008 сериализация, 2010)

## Новели
- The Raven Girl (2013)

### Документалистика
- Awake in the Dream World (2013)

### Екранизации
- 2009 Жената на пътешественика във времето, The Time Traveler's Wife – по романа
- 2007 Jakob and the Angels – кратък филм, автор на историята